# برينر
برينر (يُنطق بالألمانية: [ˈbrɛnɐ]؛ Brennero يُنطق بالإيطالية: [ˈbrɛnnero]؛ بلغة اللادين: Prëner) هي بلدية وقرية تقع في جنوب تيرول في شمال إيطاليا، على بعد حوالي 60 كم شمال بولسانو، على الحدود مع تيرول، النمسا.

## الجغرافيا

### الإقليم
تقع بلدية برينر على بعد حوالي 60 كيلومترًا شمال مدينة بولسانو. وقد أخذت البلدية اسمها من ممر برينر، والذي تقع قمته على الحدود بين إيطاليا والنمسا.
وتحدها البلديات التالية: بيتشف، راتشنغز، ستيرزينغ (داخل إيطاليا)، وغرايس آم برينر، غسكنيتس، نوشتيفت إم شتوبيتال، وأوبرنبيرغ آم برينر (في النمسا).

### القرى التابعة (فراسيوني)
تضم بلدية برينر القرى التالية: **برينرباد** (تيرمي دي برينيرو)، **غوسينساس** (Colle Isarco)، **فبلرش** (فليريس)، و**بونتيغل** (بونتيكولو).
تعد **غوسينساس** القرية الرئيسية والمركز الإداري للبلدية. ويعود تاريخها إلى ما قبل 4000 سنة نظرًا لموقعها الاستراتيجي كمحطة للاستعداد لعبور ممر برينر. وقد ازدهرت خلال القرنين الخامس عشر والسادس عشر نتيجة استخراج الفضة. اليوم، يعتمد اقتصادها على السياحة، خصوصًا خلال فصل الشتاء بفضل منتجع التزلج في لادورنس.

## التاريخ

### الأصل
كان البرويونيون (Breuni) شعبًا يعيش في وادي إيساك وفي منطقة برينر على جانبي الممر حتى القرن التاسع. بعد الفتح الروماني في سنة 15 قبل الميلاد، كانت المنطقة تُعرف باسم "فيبيدينا" (Vibidena)، وكان المسلك الوحيد حينها مجرد ممر بدائي. بنى الرومان طريقًا عسكريًا في القرن الثاني الميلادي، وعُثر في المنطقة على شواهد طرق ترجع إلى فترات حكم ماركوس أوريليوس وسيبتيموس سيفيروس وكاراكلا، وفي القرن الثالث أتمّ الرومان طريق "ريتيكا" (Retica).
في سنة 565، أشار فينانتيوس فورتوناتوس إلى معبد "القديس فالنتين" في كتاباته، والذي تحوّل لاحقًا إلى كنيسة. وقد أعيد ترميمها على الطراز الرومانسكي في العصور الوسطى، ثم الطراز القوطي في عام 1500، وأخيرًا الطراز الباروكي. خلال فترة الهجرات البربرية، وتحديدًا حوالي سنة 590، غزا المنطقة شعب البايوفاريون (Baiuvarii)، مما أدى إلى تدهور حالتها، غير أن 66 من ملوك الإمبراطورية الرومانية المقدسة مرّوا عبر برينر بين عامي 960 و1530، من بينهم فريدريك الأول بارباروسا في سنة 1154، أثناء رحلته إلى روما للقاء البابا.
في حوالي سنة 1000 ميلادية، تأسست قرية دائمة باسم "أوبيرس ميتيفالد" (Oberes Mittewald)، وذُكرت "برِنر" لأول مرة في سنة 1288. خلال القرنين الرابع عشر والخامس عشر، شهدت القرية نشاطًا ملحوظًا بفضل حركة المرور والتجارة المرتبطة بالممر، وشُيّد طريق عربات جديد سنة 1314، بينما أسس كونت تيرول جماركًا في سنة 1414 لتنظيم البضائع المارة. من الأماكن التاريخية في القرية كانت كنيسة "القديس فالنتين"، وفندق البريد (Post Hotel) وعدد من المنازل في الجهة الجنوبية، بينما في الجهة الشمالية -التي تقع حاليًا ضمن الأراضي النمساوية- كانت توجد منشآت مثل فندق كيرشبومر (Kerschbaumer)، و"غرايسبيرغ" و"فين".
في سنة 1740، تم توسيع الطريق القديم وتعديل مساره لجعل التنقل أكثر راحة، وقد توقف غوته يوم 8 سبتمبر 1786 في فندق البريد أثناء رحلته إلى إيطاليا.
بدأ إنشاء سكة حديد برينر التي تربط إنسبروك وبولسانو عبر ممر برينر في 23 فبراير 1864 عند بيرغيسل (إنسبروك). وشهدت القرية أعمال البناء الضخمة التي شارك فيها مئات العمال، واستمرت ثلاث سنوات. غيّرت السكة الحديد تخطيط القرية، إذ هُدمت بعض المباني لإفساح المجال لمنطقة جديدة يبلغ طولها 600 متر تضم المحطة والبنية التحتية المرتبطة بها. في يوم 25 يوليو 1867، انطلق أول قطار من محطة برينر متجهًا إلى بولسانو، وكان الافتتاح الرسمي في 24 أغسطس. شكّلت السكة الحديد بداية عصر جديد للقرية من حيث تدفق المسافرين والسياحة. وفي منطقة "برينرباد" (الحمامات الحرارية) جنوب القرية، شُيّد فندق فاخر مع محطة توقف للقطار، ما جعلها وجهة جذب للسياحة النخبوية حتى اندلاع الحرب العالمية الأولى.
في 26 أبريل 1915، نص اتفاقية لندن (1915) على ضم جنوب تيرول إلى إيطاليا، من ترينتو حتى برينر، وفي 10 نوفمبر 1918، وصلت القوات الإيطالية إلى برينر. وقد تم تحديد خط الحدود الجديد بموجب معاهدة سان جرمان أون لاي الموقعة في 10 سبتمبر 1919، وكان ذلك تحديدًا عند برينر.

## شعار النبالة
يتألف الدرع من قسمين بالطول: في القسم الأول، يظهر عامل منجم يحمل مطرقة في يده اليمنى ومصباحًا في اليسرى، ويقف على تلٍ أخضر وخلفيته حمراء (قرمزية). أما القسم الثاني، فهو مقسم أفقيًا إلى ثلاثة ألوان: فضي، أزرق وذهبي. تم اعتماد هذا الشعار في سنة 1906.

## المناخ
| البيانات المناخية لـبرينر، جنوب تيرول (1971–2000) | البيانات المناخية لـبرينر، جنوب تيرول (1971–2000) | البيانات المناخية لـبرينر، جنوب تيرول (1971–2000) | البيانات المناخية لـبرينر، جنوب تيرول (1971–2000) | البيانات المناخية لـبرينر، جنوب تيرول (1971–2000) | البيانات المناخية لـبرينر، جنوب تيرول (1971–2000) | البيانات المناخية لـبرينر، جنوب تيرول (1971–2000) | البيانات المناخية لـبرينر، جنوب تيرول (1971–2000) | البيانات المناخية لـبرينر، جنوب تيرول (1971–2000) | البيانات المناخية لـبرينر، جنوب تيرول (1971–2000) | البيانات المناخية لـبرينر، جنوب تيرول (1971–2000) | البيانات المناخية لـبرينر، جنوب تيرول (1971–2000) | البيانات المناخية لـبرينر، جنوب تيرول (1971–2000) | البيانات المناخية لـبرينر، جنوب تيرول (1971–2000) |
| الشهر                                             | يناير                                             | فبراير                                            | مارس                                              | أبريل                                             | مايو                                              | يونيو                                             | يوليو                                             | أغسطس                                             | سبتمبر                                            | أكتوبر                                            | نوفمبر                                            | ديسمبر                                            | المعدل السنوي                                     |
| ------------------------------------------------- | ------------------------------------------------- | ------------------------------------------------- | ------------------------------------------------- | ------------------------------------------------- | ------------------------------------------------- | ------------------------------------------------- | ------------------------------------------------- | ------------------------------------------------- | ------------------------------------------------- | ------------------------------------------------- | ------------------------------------------------- | ------------------------------------------------- | ------------------------------------------------- |
| الدرجة القصوى °م (°ف)                             | 9.2 (48.6)                                        | 12.4 (54.3)                                       | 16.5 (61.7)                                       | 19.5 (67.1)                                       | 24.8 (76.6)                                       | 26.8 (80.2)                                       | 29.4 (84.9)                                       | 30.3 (86.5)                                       | 25.9 (78.6)                                       | 21.9 (71.4)                                       | 15.9 (60.6)                                       | 10.8 (51.4)                                       | 30.3 (86.5)                                       |
| متوسط درجة الحرارة الكبرى °م (°ف)                 | −0.3 (31.5)                                       | 1.1 (34.0)                                        | 4.4 (39.9)                                        | 7.4 (45.3)                                        | 13.1 (55.6)                                       | 16.3 (61.3)                                       | 19.1 (66.4)                                       | 18.9 (66.0)                                       | 15.2 (59.4)                                       | 10.1 (50.2)                                       | 3.1 (37.6)                                        | 0.2 (32.4)                                        | 9.1 (48.4)                                        |
| المتوسط اليومي °م (°ف)                            | −3.9 (25.0)                                       | −3.3 (26.1)                                       | −0.4 (31.3)                                       | 2.5 (36.5)                                        | 7.7 (45.9)                                        | 10.7 (51.3)                                       | 13.1 (55.6)                                       | 12.8 (55.0)                                       | 9.4 (48.9)                                        | 5.1 (41.2)                                        | −0.5 (31.1)                                       | −3.1 (26.4)                                       | 4.2 (39.6)                                        |
| متوسط درجة الحرارة الصغرى °م (°ف)                 | −6.5 (20.3)                                       | −6.4 (20.5)                                       | −3.6 (25.5)                                       | −0.9 (30.4)                                       | 3.7 (38.7)                                        | 6.4 (43.5)                                        | 8.6 (47.5)                                        | 8.7 (47.7)                                        | 5.8 (42.4)                                        | 2.1 (35.8)                                        | −3.0 (26.6)                                       | −5.6 (21.9)                                       | 0.8 (33.4)                                        |
| أدنى درجة حرارة °م (°ف)                           | −24.1 (−11.4)                                     | −19.0 (−2.2)                                      | −20.0 (−4.0)                                      | −12.5 (9.5)                                       | −8.0 (17.6)                                       | −1.1 (30.0)                                       | 0.0 (32.0)                                        | 0.3 (32.5)                                        | −5.3 (22.5)                                       | −10.5 (13.1)                                      | −16.8 (1.8)                                       | −21.2 (−6.2)                                      | −24.1 (−11.4)                                     |
| الهطول مم (إنش)                                   | 36.6 (1.44)                                       | 30.6 (1.20)                                       | 47.2 (1.86)                                       | 68.8 (2.71)                                       | 97.6 (3.84)                                       | 137.6 (5.42)                                      | 137.2 (5.40)                                      | 124.1 (4.89)                                      | 102.3 (4.03)                                      | 81.1 (3.19)                                       | 66.8 (2.63)                                       | 46.8 (1.84)                                       | 976.7 (38.45)                                     |
| متوسط تساقط الثلوج سم (إنش)                       | 27.5 (10.8)                                       | 33.4 (13.1)                                       | 37.2 (14.6)                                       | 33.5 (13.2)                                       | 6.0 (2.4)                                         | 0.5 (0.2)                                         | 0.0 (0.0)                                         | 0.0 (0.0)                                         | 0.5 (0.2)                                         | 6.7 (2.6)                                         | 36.8 (14.5)                                       | 29.1 (11.5)                                       | 211.2 (83.1)                                      |
| متوسط أيام هطول الأمطار (≥ 1.0 mm)                | 7.7                                               | 7.0                                               | 9.0                                               | 11.0                                              | 12.8                                              | 14.4                                              | 13.7                                              | 12.9                                              | 10.2                                              | 8.9                                               | 9.0                                               | 8.9                                               | 125.5                                             |
| متوسط الرطوبة النسبية (%) (at {{{time day}}})     | 64.7                                              | 60.0                                              | 55.4                                              | 56.3                                              | 54.0                                              | 55.3                                              | 51.3                                              | 52.5                                              | 54.7                                              | 60.9                                              | 67.4                                              | 68.3                                              | 58.4                                              |
| ساعات سطوع الشمس الشهرية                          | 2.1                                               | 51.8                                              | 129.4                                             | 125.8                                             | 158.6                                             | 152.4                                             | 180.9                                             | 166.4                                             | 139.3                                             | 71.6                                              | 4.6                                               | 0.0                                               | 1٬182٫9                                           |
| المصدر: المعهد المركزي للأرصاد الجوية والديناميكا |                                                   |                                                   |                                                   |                                                   |                                                   |                                                   |                                                   |                                                   |                                                   |                                                   |                                                   |                                                   |                                                   |

## المعالم الرئيسية

### العمارة الدينية

#### كنيسة رعية برينر "القديس فالنتين ومريم على الطريق"
بُنيت هذه الكنيسة الحديثة بين عامي 1958 و1962 بتصميم من لويس بلاتنر. وتحمل لوحة المذبح توقيع الفنان ماكس شبيلمان، وتمثل "السيدة العذراء مريم على الطريق" التي أُهديت الكنيسة لها. أما جرن المعمودية وطريق الآلام فهما من أعمال ماريا ديلاجو، والزجاج المعشق من تنفيذ هانز برونستر.

#### كنيسة رعية غوسينساس
تُكرَّس الكنيسة لسيدة الحبل بلا دنس، وقد شُيّدت سنة 1750 على أنقاض كنيسة قوطية سابقة بنيت سنة 1471 وكانت مكرسة للقديس جورج، ولم يبقَ منها سوى برج الجرس. بنيت الكنيسة على تصميم فرانز دي باولا بينز على الطراز الباروكي، وهناك احتمال أن التصميم الأولي كان لجوهان ج. د. غراسمير. تم تدشين الكنيسة يومي 4 و5 يوليو 1754 من قبل الأسقف ليوبولد فون سباور. تضم الواجهة مدخل الكنيسة القديمة وثلاثة تجاويف بها تماثيل يواكيم والقديسة حنة.
صحن الكنيسة له شكل صليب بذراعين يشكلان أربع مصليات جانبية. المذبح العالي مزخرف بألوان ذهبية، وتتصدره تمثال السيدة العذراء والطفل الذي وُضع في 23 أبريل 1752 من قبل جوزيف شتابف. وتحيط به تماثيل القديسين: جورج، ستيفان، لورانس وفلوريان. على الجهة اليسرى بين المصليتين، يوجد منبر باروكي من عام 1777، بينما على الجهة اليمنى بين المصليتين يوجد صليب من أعمال بارتملي كلاينهانس. أول مذبح جانبي على اليمين مكرس لـسيدة الأحزان، وتحيط به تماثيل مريم المجدلية، والقديسة إليصابات، والقديس يعقوب (1750). الثاني مكرس للقديس فرانسيس كزافييه مع تماثيل إينغينوينوس وألبوين، وهما من كنيسة القديس جورج السابقة. أول مذبح جانبي على اليسار يمثل جلد المسيح، وعلى جانبيه تماثيل القديس بطرس والقديس يوحنا. والثاني مكرس للقديس ليونارد، وعلى جانبيه تماثيل القديس سيلفستر، القديس غريغوريوس، والقديسة باربارا من الكنيسة القديمة. أما القبة الشرقية، فهي مزينة بلوحة جدارية من أعمال ماتياس غونتر، تمثل تتويج العذراء مريم من قبل المسيح، والقديس جورج وهو يهزم التنين.

#### كنيسة رعية فبلرش "القديس أنطونيوس الناسك"
ذُكرت أول مرة سنة 1418، وكانت مكرسة للقديس أنطونيوس الكبير. وقد تم توسعتها سنة 1482، ثم ترميمها سنة 1740، وشهدت تعديلات جذرية في عام 1810، أُزيل خلالها الطراز القوطي. وأُعيد بناؤها ما بين 1880 و1888 على الطراز الرومانسكي. تتألف الكنيسة من صحن واحد ومذبحين جانبيين بجانب المذبح العالي. تم تعيين أول كاهن سنة 1737، ومساعد كاهن سنة 1755، وتحولت إلى رعية مستقلة سنة 1891.

## المجتمع

### التوزيع اللغوي
وفقًا لتعداد سنة 2024، فإن 77.77٪ من السكان يتحدثون الألمانية، و22.07٪ الإيطالية، و0.16٪ اللادينية كلغة أم.
| اللغة     | 1991   | 2001   | 2011   | 2024   |
| --------- | ------ | ------ | ------ | ------ |
| الألمانية | 70.49٪ | 79.39٪ | 80.86٪ | 77.77٪ |
| الإيطالية | 29.23٪ | 20.29٪ | 18.64٪ | 22.07٪ |
| اللادينية | 0.28٪  | 0.31٪  | 0.50٪  | 0.16٪  |

### التطور الديموغرافي
تطور عدد السكان عبر الزمن: